# ايلين أوكاسي
ايلين أوكاسي (بالإنجليزية: Eileen O'Casey)‏ (27 ديسمبر 1900 - 9 ابريل 1995) ممثلة ايرلندية ومؤلفة وزوجة سيان أوكيسي، وقد استخدمت اسم ايلين كاري كإسم مسرحي 

## حياتها
ايلين اوكاسي المولودة في ايرلندا وبالتحديد في مدينة دبلن وهي البنت الاصغر للمحساب الأثلوني إدوارد رينولدز وزوجته كاثلين رينولدز والتي كانت تعمل ممرضة. تزوج والداها وقد بدآ بتكوين العائلة في جنوب إفريقيا انجبت كاثلين ريونلدز طفلين توفي احدهما في جنوب إفريقيا وقد عاد الوالدان
إلى ايرلندا وذلك بسبب اندلاع حرب البوير الثانية.
وعندما كانت ايلين طفلة تعرضت عائلتها لمشاكل مادية وذلك ان اباها قد المت به مشاكل نفسية دعته للمقامرت بمنزلهم في دبلن وقد خسرت العائلة ذلك المنزل وتبعن لذلك انتقلت العائلة إلى لندن وقد ابقت على ذكرى اخيهم الميت، عاد الاب إلى جنوب إفريقيا وقاد كانت الام تمارس عملها كممرضة.
ارسلت ايلين إلى دار ايتام داخلية تديرها مجموعة خيرية من الاخوات.
اصيبت ايلين يانهيار عصبي وذلك لان والدها قد توفي، وتبعن لذلك تقرر ان يتكفل بمصروفها التعليمي مجموعة من الاقارب الاثرياء في دير اورسلين. وفي برنتوود إيسيكس كانت ايلين مهتمت بالغناء الكورالي والمسرح.
ولقد الم بأوكاسي مرض شديد اودى بها إلى الانسحاب من المدرسة وعندما تعافت حصلت ايلين على وظيفة متتبع في عدد من شركات لندن وذلك اثناء تلقيها دروس في الرقص والغناء.
كان أول اداء احترافي لها في اوبرا جيلبرت وسوليفان وذلك بالتعاون مع شركة اويلي كارت اوبرا. وفي عام 1923 وعام 1924 اخذت اسم امها قبل الزواج كأسم مسرحي، وقد ادت عدت مسرحيات موسيقية وكوميدية عرضت تحت اسم ايلين كاري من عام 1925 -1926.

## الحياة الوظيفية والعائلية
وبعد قرائتها لمسرحية Juno and the Paycock الحت عليها الحاجة للقاء المؤلف سيان اوكيسي وبعد عودتها إلى لندن قامت بترتيب لقاء معه، كانت اوكاسي في السابعة عشر من عمرها عندما دعاها على الفور إلى تولي دور نورا كليرثون في مسرحية The Plough and the Stars وذلك لأول إنتاج لها في لندن.
في هذا الدور حلت ايلين محل الممثلة الاصلية التي مرضة بعد ثلاثة اسابيع، وذلك بينما كانت ايلين تواصل علاقة غرامية مع الممثل المسرحي المتزوج لي افرايم, بدأ شون في محاكمتها بعناد. ظهرت إيلين في دورها الثاني في مسرحية O'Casey في يونيو 1927، حيث لعبت ميني باول في فيلم The West Shadow of a Gunman, الذي تم إنتاجه كمشروع قانون مزدوج مع جون ميلينغتون سينغ
```
وفي 
Riders to the Sea
والذي لعبت فيه دورًا كبيرًا.تزوجة ايلين في 23 
سبتمبر
 من عام 1927 في الكنيسة الكاثوليكية الرومانية"
All Souls and the Redeeme
" في مدينة 
تشيلسي
 ولد ابنهما الأول في شهر أبريل من عام 1928.
```

اكملت ايلين مسيرتها الفنية وذلك بظهورها في مسرحية Bitter Sweet للكاتب نويل كوارد ثم في المعجزة لماكس راينهارد، وكان اخر ظهور لها على خشبة المسرح في عام 1932 في مسرحية musical Mother of Pearl وبعد تقاعدها حظي الزوجان بثلاثة أبناء هم: بريون والذي ولد في 1928 ونيال والذي ولد في عام 1935 وشيفاون والذي ولد عام 1939 ولقد توفي نيال نتيجة اصابته بالوكيميا في عام 1956.
عرف عن الزوجان علاقتهما الواسعة باصدقاء كانوا كتاب وفنانين، وممثلين، وسياسيين وارسقراطيين، ولقد عاشوا في باكينجهامشير ثم انتقلوا إلى توتنس (1938-1954) ثم إلى توركاي (1954-1964)وخلال حياتهم في ديفون اعتنت ايلين بوالدتها المسنة على الرغم من ان الامر لم يكن سهلا على الإطلاق.
وقد اشتهرت بتزويدها أوكاسي بـ «واحدة من أكثر المنازل التي اكتفت بالعيش في التاريخ الأدبي»، حيث دعمت الأسرة خلال فترات من الصعوبات المالية وعمى زوجها في وقت لاحق من حياته.

## حياتها لاحقا
بعد وفاة زوجها في عام 1964، عاشت أوكاسي في دين لاوجير لبضع سنوات. ثم عادت إلى لندن، وزارت دبلن ونيويورك بشكل متكرر حيث كتبت وحاضرت عن حياتها مع أوكاسي. قامت بتأليف ثلاثة كتب: شون (1971)، إيلين (1976)، وشيرو، تيتان (1991). توفيت إيلين في منزل Denville Hall لممثلين متقاعدين في لندن في 9 أبريل 1995. [1] تم إحراقها في محرقة غولدرز غرين، حيث كانت رمادتها منتشرة في نفس مكان زوجها.  